# Saint-Jean-de-Niost
Saint-Jean-de-Niost – miejscowość i gmina we Francji, w regionie Owernia-Rodan-Alpy, w departamencie Ain.

## Demografia
Według danych na styczeń 2012 roku gminę zamieszkiwały 1462 osoby, a gęstość zaludnienia wynosiła 103 osoby/km².